# Pfarrhaus (Rückholz)

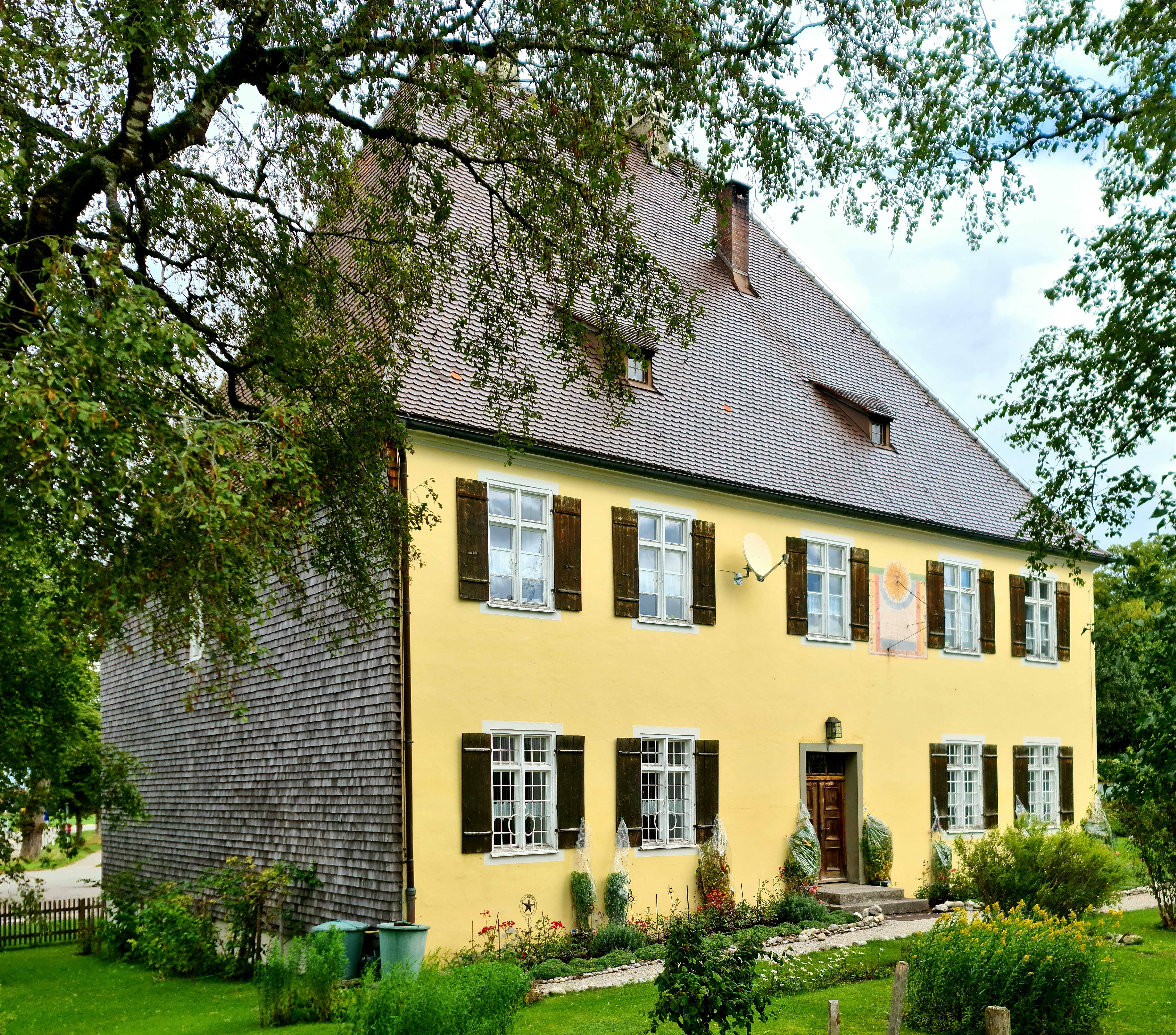
Ehemaliges Pfarrhaus in Rückholz

Das Pfarrhaus in Rückholz, einer Gemeinde im Landkreis Ostallgäu im bayerischen Regierungsbezirk Schwaben, wurde von 1729 bis 1731 errichtet. Das ehemalige Pfarrhaus an der Ortsstraße 1, südlich der katholischen Pfarrkirche St. Georg, ist ein geschütztes Baudenkmal.
Das ehemalige Schlösschen wurde als Sitz des Propstes des Klosters Sankt Mang von Johann Georg Fischer erbaut. Der zweigeschossige Walmdachbau mit Schleppgauben besitzt fünf zu fünf Fensterachsen. Die sechs- bzw. achtteiligen Fenster haben Holzläden.